# Luci Estaberi
Luci Estaberi (en llatí Lucius Staberius) va ser un militar romà del segle i aC.
Era governador d'Apol·lònia d'Il·líria pel partit pompeià l'any 48 aC i va haver d'abandonar la ciutat quan es van acostar les forces de Juli Cèsar, ja que els habitants d'Apol·ònia es van declarar a favor d'aquest darrer.